# Berrós Jussà
Berrós Jussà es una localidad perteneciente al municipio de La Guingueta, en la provincia de Lérida, comunidad autónoma de Cataluña, España. En 2018 contaba con 19 habitantes.